# Venezillo brevispinis
Venezillo brevispinis là một loài chân đều trong họ Armadillidae. Loài này được Pearse miêu tả khoa học năm 1915.